# شیونوئه، کاگاوا
شیونوئه، کاگاوا (به لاتین: Shionoe) یک منطقهٔ مسکونی در ژاپن است که در بخش کاگاوا واقع شده‌است. شیونوئه ۸۰٫۱۰ کیلومتر مربع مساحت و ۳٬۵۸۳ نفر جمعیت دارد.